# The King Live in Paris
The King Live in Paris è il primo album dal vivo della band melodic death metal svedese Avatar, pubblicato il 17 maggio 2019 da Century Media Records.

## Descrizione
L'album contiene la registrazione del concerto della band durante l'edizione francese del Download Festival 2018, tenutasi il 16 giugno 2018.
In quel periodo gli Avatar erano impegnati in un tour mondiale a supporto dell'album Avatar Country, pubblicato il 12 gennaio dello stesso anno, anch'esso da Century Media Records.

## Tracce
1. Intro – 0:39
2. A Statue of the King – 5:27
3. Let It Burn – 4:25
4. Paint Me Red – 4:23
5. Bloody Angel – 5:56
6. For The Swarm – 2:26
7. Tower – 6:02
8. The Eagle Has Landed – 8:33
9. Smells Like a Freakshow – 6:21
10. The King Welcomes You to Avatar Country – 10:09
11. Hail the Apocalypse – 6:21

## Statistiche

### Canzoni per Album
- Black Waltz (3): Let It Burn, Paint Me Red, Smells Like a Freakshow.
- Hail the Apocalypse (3): Bloody Angel, Tower, Hail the Apocalypse.
- Feathers & Flesh (2): For The Swarm, The Eagle Has Landed.
- Avatar Country (2): A Statue of the King, The King Welcomes You to Avatar Country.

## Formazione
- Johannes Michael Gustaf Eckerström – voce
- Jonas Kungen Jarlsby – chitarra
- Tim Öhrström – chitarra
- Henrik Sandelin – basso
- John Alfredsson – batteria